# 画家的蜜月
画家的蜜月（The Painter's Honeymoon）是一个艺术家弗雷德里克·雷顿的一幅油画，创作于约1864。现藏于波士顿美术馆。
对于雷顿来说，这是一幅有趣的作品，他通常倾向于古典作品，尤其是喜欢画裸体，后者在他的作品中非常常见，以至于他的许多画作不得不因为冒犯的原因从1857年在美国的英国艺术展中撤出。
这幅画的意大利男模特经常出现在雷顿的作品中。他显然是这位艺术家最喜欢的模特之一。重要的是，他的手画得非常细致，强调了它们对他的工作有多么重要。雷顿描绘这对夫妇采用柔和的色调，非常精确，显然与他们身后那棵橘子树的粗犷形成了鲜明的对比。雷顿似乎很难画出这些橘子—仔细观察的话，这些橘子看起来像是涂了漆。大体而言，这幅画的构图和光影处理，反映了16世纪威尼斯画家诸如乔尔乔内和提香的影响。
《画家的蜜月》于1866年首次在皇家艺术研究院展出。在作品完工后的几年内，雷顿似乎故意阻止公开展出。由于雷顿以缺乏自信和害羞而闻名，许多同时代的人都认为，他觉得自己暴露了太多的情感，所以在展示这幅画时感觉不舒服。